# Stefan Moszczeński
Stefan Moszczeński herbu Nałęcz (ur. 24 maja 1871 w Broniszach, zm. 10 lipca 1946 w Żelaznej) – polski ekonomista rolny i działacz społeczny. Twórca szkoły matematycznej w ekonomice rolnictwa, profesor zwyczajny SGGW w Warszawie.

## Życiorys
Urodził się w rodzinie właściciela ziemskiego Bolesława Moszczeńskiego z Moszczonnego h. Nałęcz (ur. 1831 w Żychlinie, zm. 1900 w Broniszach), i Marii z Milewskich. W 1889 ukończył III gimnazjum w Krakowie. Edukację kontynuował na Wydziale Filozoficzno-Matematycznym Uniwersytetu w Wiedniu. Równolegle studiował w Hochschule fur Bodenkultur na Wydziale Rolnym. Praktykę rolną odbywał w Licheniu, w majątku rodziny Gosławskich, po której wrócił do Wiednia, gdzie w 1893 ukończył studia, zdając egzaminy na stopień rolnika dyplomowanego. Był jednym z nielicznych dyplomowanych rolników, zatrudnienie znajdował w dużych gospodarstwach w Wielkopolsce, a także w okolicach Piotrkowa Trybunalskiego. Po śmierci ojca w 1900 powrócił do Bronisz i tu zamieszkiwał aż do śmierci. Był aktywnie zaangażowany w działalność związaną z rozwojem rolnictwa. W 1901 otrzymał propozycję objęcia katedry na Uniwersytecie Jagiellońskim, ale odmówił, co nie było równoznaczne z rezygnacją z pracy pedagogicznej. Od 1908 przez trzy lata wykładał administrację, organizację gospodarstw i taksację rolną na prowadzonym przy Muzeum Przemysłu i Rolnictwa w Warszawie Wydziale Rolniczym Towarzystwa Kursów Naukowych. Po pierwszym roku założył tam Zakład Ekonomiki Gospodarstw Wiejskich, któremu przewodniczył przez 37 lat. W 1911 Kursy Naukowe przekształcono w Kursy Przemysłowo-Rolnicze, a w 1916 przekształcono je w Wyższą Szkołę Rolniczą, a wkrótce w Szkołę Główną Gospodarstwa Wiejskiego. Stefan Moszczeński był członkiem Rady Naukowej Wyższej Szkoły Rolniczej, a następnie SGGW. 17 marca 1919 otrzymał tytuł profesora zwyczajnego SGGW, kierował katedrą Wydziału Ogrodniczego, którego był dziekanem. Uczestniczył w pracach Towarzystwa Naukowego Warszawskiego, Czechosłowackiej Akademii Rolniczej, Rady Naukowej Międzynarodowego Instytutu Rolnictwa w Rzymie oraz pełnił funkcję delegata Związku Organizacji Rolniczych Rzeczypospolitej Polskiej do Głównej Rady Statystycznej. Zmarł nagle podczas pobytu w Żelaznej. Pochowany na tamtejszym cmentarzu po roku został ekshumowany i przeniesiony na cmentarz w Żbikowie. Nie pozostawił po sobie potomstwa i cały majątek pozostawił w testamencie do dyspozycji SGGW.

## Ordery i odznaczenia
- Krzyż Komandorski Orderu Odrodzenia Polski (11 listopada 1936)[3]

## Osiągnięcia naukowe
Zainicjował i wdrożył matematyczne i statystyczne metody wyceny gruntów, które opierał na dochodowości gospodarstwa rolnego, a także metodę racjonalizacji pracy w rolnictwie jako efekt zastosowania optymalnej organizacji pracy i siły roboczej. Jego dążenie do wdrożenia określania dochodowości gospodarstw rolnych poprzez prowadzenie rachunkowości rolnej zaowocowało powstaniem nowej dziedziny nauki jaką jest agroekonometria.

## Dorobek dydaktyczny
Pozostawił po sobie liczny dorobek dydaktyczny, pierwsza publikacja miała miejsce w Gazecie Rolniczej tuż po ukończeniu przez Stefana Moszczeńskiego studiów. Tworzył przez pozostałą część życia, spod jego pióra wyszło ok. 100 prac i rozpraw naukowych. Swoje artykuły publikował w czasopismach związanych z rolnictwem, były to Gazeta Rolnicza, Rocznik Nauk Rolniczych, Rolnictwo, Rolnik-Ekonomista i Przegląd Organizacji.
Uczniami Stefana Moszczeńskiego byli m.in. Ryszard Manteuffel-Szoege, Wacław Pytkowski, Nora Krusze, Jan Dłużewski, Hanna Paszkowiczowa.

### Wybrane publikacje
- Wycenianie wartości majątków ziemskich przy kupnie i sprzedaży - zarys teorii i praktyki (1913),
- Gdzież są granice intensywności (1913),
- Podstawy organizacji gospodarstw wiejskich, cz.1 (1924),
- Nauka urządzania i prowadzenia gospodarstw wiejskich  (1924),
- Nowy sposób ujmowania kształtu ziemi oraz położenia zabudowań w posiadłościach wiejskich dla celów organizacji, komasacji i wyceniania (1927),
- Wycenianie gospodarstw i posiadłości ziemskich (1933),
- Racjonalizacja pracy w gospodarstwie wiejskim (1947).